# Senra (Ortigueira)
Senra o San Julián de Senra (llamada oficialmente San Xulián de Senra) es una parroquia española del municipio de Ortigueira, en la provincia de La Coruña, Galicia.

## Entidades de población
Entidades de población que forman parte de la parroquia:
- A Basteira
- A Carmona
- A Casanova
- A Cocheira
- A Granxa
- A Lameira
- Areas[5] (As Areas)
- A Redonda
- A Rega
- A Sortella
- A Taipa
- A Telleira
- A Torre
- A Viña
- Barral[6] (O Barral)
- Burreiros de Baixo (Burreiros de Abaixo)
- Burreiros de Riba (Burreiros de Arriba)
- Castiñeiras
- Folgoso de Baixo (Folgoso de Abaixo)
- Folgoso de Riba (Folgoso de Arriba)
- Fontela de Baixo (Fontela de Abaixo)
- Fontela de Riba (Fontela de Arriba)
- Gallupá (A Gallupá)
- Gándara (A Gándara)
- Gueirón
- Lagares (O Lagares)
- Miñán
- Nogueirido (O Nogueirido)
- O Castro
- O Crucifixo
- O Escorial
- O Igrexario
- O Monte
- O Muíño do Mar
- O Navallo de Baixo (O Navallo de Abaixo)
- O Navallo de Riba (O Navallo de Arriba)
- O Rego
- O Santo
- O Sisto
- Os Canabás (Os Canavás)
- Os Cribeiros
- O Souto de Pol
- Os Raposos
- O Torneiro
- Pol
  - Pol de Baixo (Pol de Abaixo)
  - Pol de Riba (Pol de Arriba)
- Riomaior
- Sa
- Seoane
- Soldares
- Volta da Fonte (A Volta da Fonte)

## Despoblados
- O Piñeiro
- O Seixo
- Roibás

## Demografía
| Gráfica de evolución demográfica de Senra entre 2000 y 2019 |
|                                                             |
| Datos según el nomenclátor publicado por el INE.            |